# 平野豊次
平野 豊次（ひらの とよじ、1890年（明治23年）11月11日 - 1945年（昭和20年）9月20日）は、大日本帝国陸軍軍人。最終階級は陸軍少将。

## 経歴
1890年（明治23年）に兵庫県で生まれた。陸軍士官学校第25期卒業。1913年（大正2年）12月25日に歩兵少尉に任官されたのち、時期は不明であるが憲兵科に転科している。1933年（昭和8年）5月に憲兵司令部第2課長に就任し、1936年（昭和11年）8月に久留米憲兵隊長に転じた。1940年（昭和15年）陸軍憲兵大佐に進級した。1938年（昭和13年）8月に石家荘憲兵隊長に就任し、1940年（昭和15年）3月9日に同憲兵隊が石門憲兵隊に改称されるが、1941年（昭和16年）10月15日まで在任した。同日名古屋憲兵隊長に転じ、1943年（昭和18年）3月1日までその任にあった。
1943年（昭和18年）に第25軍憲兵隊長に就任し、スマトラ島に出征。ブキティンギに憲兵隊司令部を置き、島内の警備に当たった。1945年（昭和20年）3月1日に陸軍少将に進級。終戦後の9月20日に自決した。自決の理由は不明であるが、進駐軍より出頭命令が出されたことや、スマトラ島内の連合軍捕虜虐待、スマトラ島内の諜報組織殲滅を図ったスマトラ治安工作の発覚などが自決の理由として推測されている。